# Ninfa en un paisaje
La Ninfa en un paisaje es una pintura al óleo sobre tela (113x186 cm) de Palma el Viejo, de alrededor de 1518-1520 y conservada en la Galería de Pinturas de los Maestros Antiguos en Dresde.

## Descripción y estilo
La obra deriva iconográficamente de la Venus de Dresde de Giorgione, tanto que algunos la han identificado como una Venus acostada. En realidad, parece que esta obra está más inspirada en el contexto literario de principios del siglo XVI, en particular a los mensajes moralizantes contenidos en obras como Los Asolanos de Pietro Bembo. En esta obra, en efecto, se habla de las mujeres que en el mundo antiguo eran consideradas como ninfas de los bosques, capaces de encantar a los hombres con una sola mirada, arrastrándolos a un mundo de alegrías, pero también de penas de amor. Por lo tanto, el cuerpo lánguido y sensual de la mujer, completamente desnuda y despierta, sin siquiera un gesto de modestia como en la Venus de Urbino de Tiziano, parece ser un obstáculo del camino tortuoso que se ve en el paisaje, símbolo de elevación moral.